# Toni Wübbens
Antonie Louise Caroline Wübbens (* 17. Mai 1850 in Timmel; † 15. Dezember 1910  in Hannover) war eine niederdeutsche Dichterin, die in Ostfriesland aufwuchs. Sie kam  als drittes Kind des Landarztes Anton Carl Wilhelm Töpfer und seiner zweiten Ehefrau Johanna Louise Cornelia Lantzius Beninga zur Welt und  wurde unter ihrem Pseudonym „Toni Wübbens“ als plattdeutsche / niederdeutsche Dichterin über Ostfriesland hinaus im gesamten norddeutschen Raum bekannt. Ihre gesammelten Werke erschienen 1907 in Hannover unter dem Titel Ut min Dörp als Gedichtband.
Zu ihren bekanntesten Werken zählten die Gedichte Sünnerklaas, du gode Blod sowie Uns Lüttje. Darüber hinaus erschien in Fortsetzungen im Hannoverschen Tageblatt der von ihr auf Hochdeutsch verfasste Familienroman Die Altenhofens mit der letzten Folge im Jahr 1910.
Sie starb nach einem Verkehrsunfall.